# Jardin dendrologique de Průhonice
Le Jardin dendrologique de Průhonice est un arboretum et un centre de recherches scientifiques, dendrologiques, sylvicoles et horticoles situé à Průhonice dans le district de Prague-Ouest, en République tchèque. Il dépend de l'Institut de recherches horticoles, paysagères et ornementales Silva Tarouca, un institut de recherches public tchèque, qui l'utilise en tant que site expérimental.
Ouvert en 1922 par la Société de dendrologie tchèque en 1922, son code international est VSUOZ.
Il est distinct du Jardin botanique de Průhonice, fondé en 1963 par l'Institut de Botanique de l'Académie des Sciences et dont le code international est PRUHO.